# Broma (facècia)
|  | Per a altres significats, vegeu «Broma». |

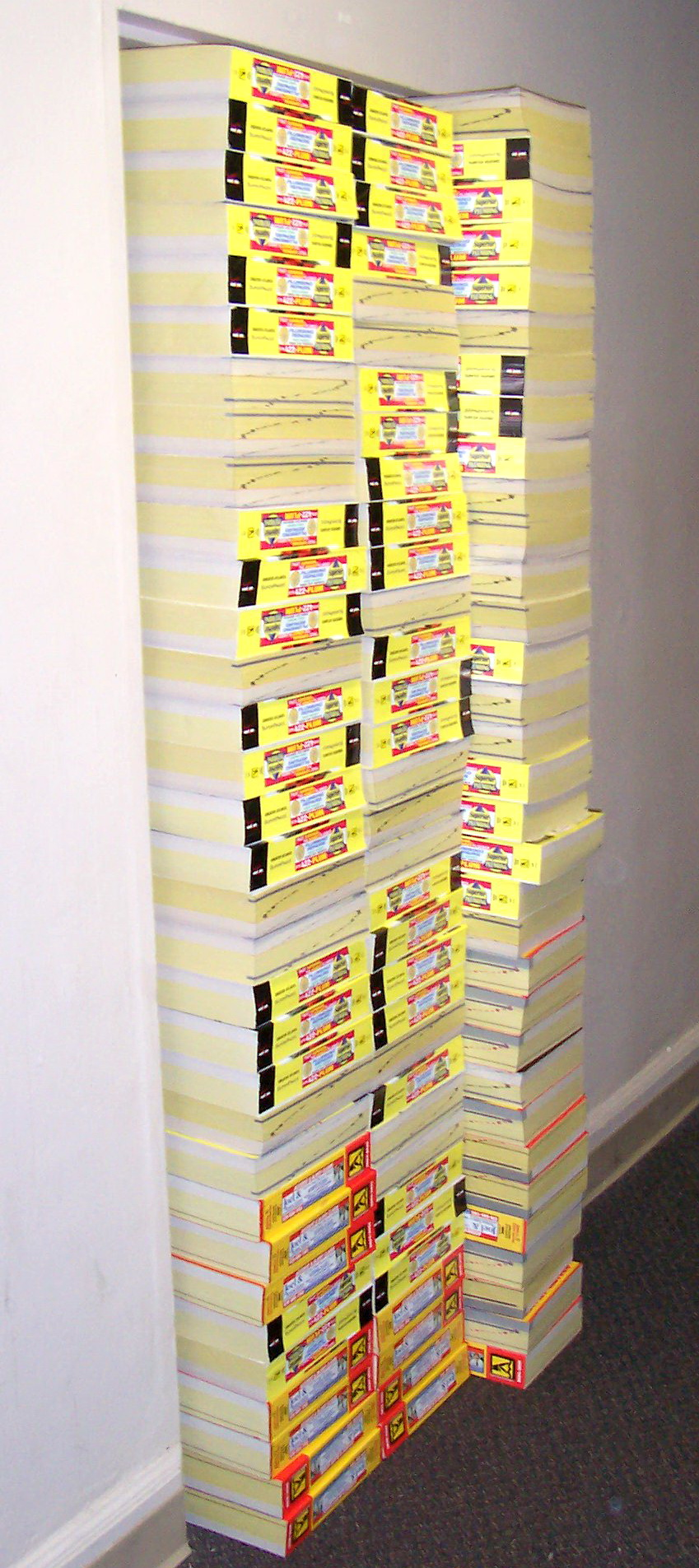
Blocar a algú la porta amb guies telefòniques mentre aquest és en cambra és un exemple de broma

Una broma és una manobra, parany o truc que es fa a algú a propòsit perquè se senti enganyat o victimitzat, normalment per humor.
En moltes bromes existeix una crueltat inherent que les fa difícils de diferenciar de l'assetjament, sadisme, vandalisme, etc. A la cultura occidental se sol dedicar un dia a l'any per a fer bromes, com el dia dels Sants Innocents en la major part dels països de llengua espanyola, o el primer d'abril en altres països. Un altre dia comú de les bromes és el dia de Halloween, sota la forma del «trick or treat». També es fan bromes a les festes d'aniversari dels adolescents i adults (principalment a Amèrica Llatina). Les bromes en què s'utilitza el telèfon com a mitjà es denominen bromes telefòniques.
El mot provindria del grec antic βρωμα que significa corc o corcadura, aplicat inicialment al corc marí, un mol·lusc que corca sota les embarcacions i deixant-hi infiltrar l'aigua, les feia més pesants, d'on el sentit de broma pesada, després de futilitat i finalment de facècia, o bé segons Joan Coromines del català broma, núvol, i doncs cosa lleugera, de poca importància.